# Caso Xuxa
O Caso Xuxa se refere ao modo como ficou conhecida na imprensa a suposta tentativa de sequestro da apresentadora Xuxa Meneghel e uma de suas assistentes de palco, a então paquita Leticia Spiller, também conhecida pelo apelido de Pituxa Pastel, ocorrida no dia 7 de agosto de 1991, uma quarta-feira, a poucos metros do antigo Teatro Fênix, no bairro Jardim Botânico, no Rio de Janeiro. Eram gravados no teatro vários programas da linha de shows da TV Globo, sendo o Xou da Xuxa especificamente gravado nas quartas-feiras, quando a apresentadora se dedicava a uma sequência de programas que preenchia uma semana completa.
Os supostos sequestradores, os irmãos Alberto e Douglas Loricchio eram técnicos em eletrônica em São Paulo, filhos de uma dentista e um industrial. A tentativa foi frustrada por acaso e vitimou o soldado José Ailton do Nascimento, de 24 anos, enterrado no Cemitério São João Batista no dia seguinte, e os dois irmãos, sendo Douglas, de 18 anos, atingido por um tiro na cabeça e Alberto, de 21 ou 23 anos – a idade varia conforme a fonte - , também ferido, falecendo dias depois. Com a morte dos principais suspeitos, o caso foi arquivado.

## Os irmãos Loricchio
Alberto e Douglas Loricchio eram filhos da dentista Irene A. Loricchio e do industrial Domingos Loricchio, proprietário da Abracel - Indústria e Comércio de Abrasivos e Cerâmicas Ltda., em Guarulhos, região metropolitana de São Paulo. Moravam em um sobrado na Rua Antônio Gebara, no Planalto Paulista, bairro de classe média da zona sul paulistana.
Segundo professores e funcionários da escola onde estudavam, os irmãos eram tranquilos e tinham desempenho acima da média, e ainda, segundo os vizinhos, Douglas “era vidrado em videogame e computadores” e gostava de passear de bicicleta bem cedo, por volta das 6:30 da manhã. Já Alberto se interessava por armas e eletrônica. Ambos aparentavam ter um bom relacionamento com os pais, com a única queixa de serem calados e de parecerem se esconder em casa. Moradores próximos da casa dos irmãos se lembravam também que o dois tinham o hábito de matar pássaros com espingardinha de chumbo quando mais novos, mas consideravam isso um “hobby normal” na vizinhança. Além dos dois rapazes, Irene e Domingos eram pais do químico Domingos Loricchio Jr. e Denise Loricchio, que já havia confessado a uma amiga não saber o que Alberto guardava em seu quarto, a ponto de ter pedido para que a empregada da casa não mexesse no cômodo.

## Sequência dos acontecimentos
No dia 7 de agosto, no início da tarde, os irmãos já haviam estacionado o Chevette de placa de São Paulo (FL 7521) no começo da Avenida Lineu de Paula Machado, a 50 metros do Teatro Fênix. As reportagens divergem em alguns detalhes sobre a motivação dos dois soldados, Durval Alves de Melo e José Ailton do Nascimento terem abordado os irmãos. Algumas delas dão conta de que naquela rua não se podia estacionar, já de acordo com outras fontes, o carro estava estacionado apenas de maneira indevida. De todo modo, eles trabalhavam em uma base policial próxima e foram em direção ao veículo para orientar os condutores, quando foram recebidos a tiros.
“Após os disparos, os ocupantes do Chevette saíram com o carro em alta velocidade e foram perseguidos por seguranças privados de um carro da Minas Forte, que tinham testemunhado tudo. Uma longa troca de tiros marcou a perseguição, até que o veículo perseguido bateu de frente em um Uno. O motorista do Chevette foi morto com um tiro na cabeça, o rapaz que o acompanhava foi levado para o hospital com um tiro no pescoço.”. Um Voyage branco que aparentava dar suporte ao Chevette também foi avistado, mas fugiu sem a placa ter sido anotada.
O soldado Durval, de 34 anos, baleado no maxilar, no braço esquerdo e no abdome, foi levado ao Hospital da Lagoa. Já os irmãos foram encaminhados ao Hospital Miguel Couto, onde Douglas chegou já sem vida por conta de hemorragia interna provocada por ruptura no fígado. Alberto passou por uma traqueostomia que durou 5 horas e posteriormente faria uma operação para a retirada da bala alojada na coxa esquerda. Foi transferido ao Hospital Penitenciário para a recuperação da traqueostomia.
Além das gravações do Xou da Xuxa ocorrerem sempre nas quartas-feiras nessa época, o mesmo dia da semana em que se sucederam os fatos, a principal e provavelmente única informação que ligou o caso a uma tentativa de sequestro de Xuxa foi a declaração dada pelo tenente da PM Vagner Vilares de Oliveira, responsável pelo transporte dos irmãos até o hospital. "Ele disse que amava Letícia e que a levaria para São Paulo com a Russa (Xuxa)", disse Vilares sobre  o que Alberto teria lhe contado na ambulância.
Para que não ficasse abalada, Xuxa foi informada sobre o ocorrido só no início da noite. Curiosamente naquele mesmo dia, ela havia sido orientada por sua empresária Marlene Mattos a entrar no local pela rua Saturnino de Brito, ao invés da rua Lineu de Paula Machado, onde havia ocorrido o tiroteiro e por onde a apresentadora costumava chegar.
Nas semanas seguintes, além de declarar que não acreditava que os irmãos haviam agido sozinhos, Xuxa demonstrou estar muito amedrontada e preocupada com a situação, ameaçou deixar o país e ficar mais tempo na Argentina. Isso porque pouco tempo antes do fato, sua equipe já havia ampliado a segurança, depois de ter sido descoberto um plano para sequestrá-la a mando de Maurinho Branco, famoso cabeça por trás do sequestro de Roberto Medina, criador do Rock in Rio.

## O carro
O Chevette com documentação fraudada estava equipado com seis escopetas - três na dianteira e três na traseira do veículo - que eram acionadas por dispositivo eletrônico localizado abaixo do painel e foi preparado num período de 150 dias. Foram encontrados também um revólver calibre 38, oito granadas de mão, duas bombas caseiras e uma de efeito moral. No carro ainda estava um mapa da cidade do Rio de Janeiro com a localização do teatro e vias importantes da cidade destacados em azul.

## Após o fracasso do sequestro
Até dia 9 de agosto, sexta-feira, o quadro de Alberto não era mais considerado gravíssimo, mas regular. Apesar disso, morreu na madrugada do dia 12 de agosto, cinco dias depois da troca de tiros, vítima de uma parada cardiorrespiratória originada de um colapso do sistema respiratório. No laudo também constava “traumatismo cérvicofacial, complicado por pneumonite, colapso pulmonar e embolia pulmonar”. De acordo com o irmão mais velho, Domingos Loricchio Jr. devido a piora do quadro, a polícia tentou interrogar Alberto naquela mesma madrugada, por volta das 3h, vindo o doente a obtido uma hora depois. O exame cadavérico não deu maiores detalhes e ainda, segundo Maria Neide Franco Gonçalves, assistente do diretor do IML, Rafael Pardela, o Hospital Penitenciário não enviou o boletim médico de Alberto Loricchio, o que é considerado de praxe.
A mãe dos rapazes disse que os filhos haviam saído de São Paulo afim de procurar emprego no Rio. Quando Alberto ainda estava vivo, Domingos Loricchio Jr., vindo de São Paulo, chegou a tentar fugir dos jornalistas saltando de uma das janelas da 15ª DP. Confirmou posteriormente o que foi dito por dona Irene, dizendo também que os irmãos foram 3 vezes para o Rio nos últimos 5 meses. Declarou ainda que a família faria uma investigação própria sobre o ocorrido, alegando as muitas irregularidades que o caso teria. Domingos Jr. chegou a visitar o irmão Alberto e foi também o único presente no velório de Douglas, visto que foi sepultado no Rio de Janeiro, no Cemitério São Francisco de Paula, no Catumbi, zona norte do Rio, onde Alberto também viria a ser sepultado, nesse caso, acompanhado apenas pelo pai e pelo advogado da família, João Luis Hatger. Sr. Domingos chegou a declarar  que “se meus filhos erraram, o que aconteceu com eles foi justo”. Especificamente sobre a morte de Alberto, a família classificou como “muito estranha”, explicando para isso a mudança repentina do quadro de saúde do rapaz, a não participação da família na decisão sobre a transferência de hospital e alegaram terem sabido da morte pela imprensa.

## O inquérito
Como noticiado pela imprensa na época, já no dia 9 de agosto, o delegado Ely Bittencourt chegou a declarar que iria indiciar Alberto Loricchio “sob acusação de homicídio, tentativa de homicídio, lesões corporais culposas e porte ilegal de armas e explosivos”. Nada relacionado a Xuxa ou Letícia foi encontrado no quarto que os irmãos alugaram no Hotel Praia Leme, na Avenida Atlântica, na zona Sul do Rio, embora a entrada dada há três dias antes do ocorrido tenha sido feita sob o falso nome de “Humberto Lococo”. Funcionários ainda relataram que os irmãos apenas dormiam e faziam as refeições no hotel. Com a morte dos irmãos, o delegado da 15ª DP Ely Bittencourt previu que o inquérito seria parado. Declarou que os irmãos teriam agido sozinhos e que “a Justíça é que deverá decidir se o inquérito deve continuar”. 
Bittencourt foi exonerado no mesmo dia 12 de agosto por Paulo Emilio Maia, diretor do DGPC (Departamento Geral de Polícia da Capital) e substituído por Tarcísio dos Santos Ticon, por desrespeito ao regulamento da Secretaria da Polícia Civil que orienta a imediata informação sobre a tentativa de sequestro ao diretor do departamento, o que não teria ocorrido.

## Arquivamento
Em dezembro de 1991, a polícia concluiu que não houve tentativa de sequestro, sem dar maiores esclarecimentos. Declarou ainda que, com a garganta estraçalhada, Alberto não teria condições de dizer qualquer coisa. Soma-se a isso o fato de não ter havido chances de tomar o depoimento de nenhum dos dois irmãos, e assim sendo, não haveria como saber as verdadeiras intenções dos Loricchio. Ainda foi levantada a hipótese de um acobertamento de transporte de cocaína, explicando assim a presença das armas e dos explosivos no carro e as idas anteriores ao Rio. Nada foi provado e, na falta de quem punir, o caso foi arquivado. Os erros na apuração policial, porém, saltaram aos olhos da imprensa, como a ausência de perícia nos carros envolvidos, a ausência de exame cadavérico de Douglas,, a falta de explicação sobre o sumiço de uma pistola que se encontrava na posse dos irmãos, os detalhes sobre o Voyage branco e seu condutor, entre outros pontos.
Em resposta às suspeitas do sr. Domingos Loricchio, que a essa altura acreditava que seu filho Alberto havia sido degolado no Hospital Penitenciário, o secretário de Justiça do Rio de Janeiro, Nilo Batista, disse que a Polícia agiu com transparência e que toda a imprensa teve acesso ao caso.